# Raniero Marescotti (cardinale)
Raniero Marescotti (Bologna, ... – 1145) è stato un cardinale italiano della Chiesa cattolica, nominato da papa Lucio II.

## Biografia
Discendente di Mario Scoto, il capostipite della famiglia Marescotti-Ruspoli,
Divenne cardinale diacono con il titolo dei Santi Sergio e Bacco, una delle 7 diaconie originali dal 1144.
Morì nel 1145.